# بروادواتر (نبراسکا)
بروادواتر(به انگلیسی: Broadwater) شهری در ایالت نبراسکا کشور ایالات متحده آمریکا است که جمعیت آن در سرشماری سال ۲۰۱۰ میلادی، ۱۲۸ نفر بوده‌است.